# Magnolia allenii
Magnolia allenii là một loài thực vật có hoa trong họ Magnoliaceae. Loài này được Standl. mô tả khoa học đầu tiên năm 1940.